# Isaac Berenblum
Isaac Berenblum (* 26. August 1903 in Białystok; † 18. April 2000 in Rehovot) war ein israelischer Mediziner und Krebsforscher.

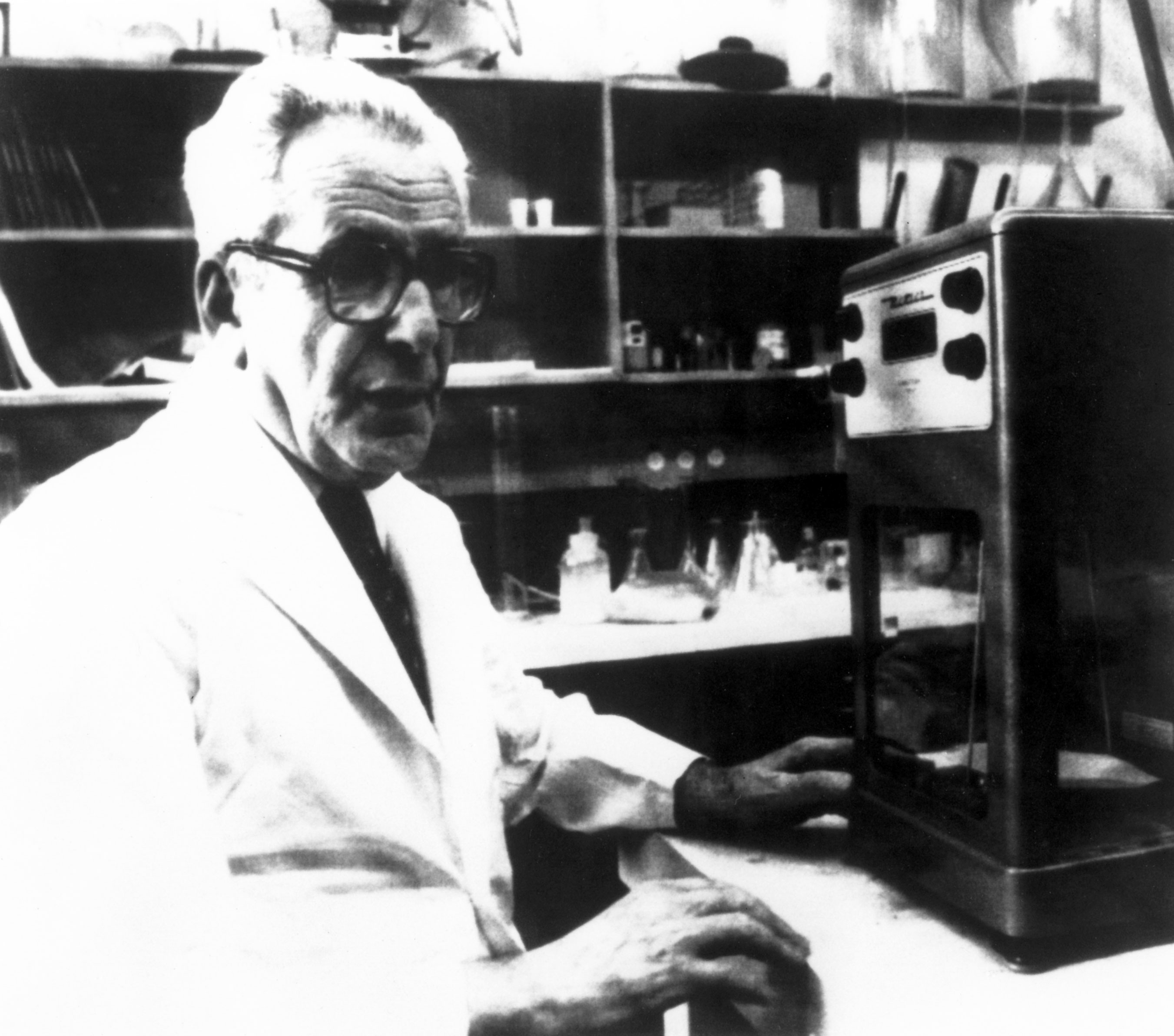
Isaac Berenblum

Berenblum verließ im Alter von drei Jahren mit seiner Familie Polen aufgrund eines Pogroms und wuchs zunächst bis zum Ersten Weltkrieg in Belgien und dann in England auf. Er studierte Physiologie und Biochemie an der University of Leeds mit dem Bachelorabschluss 1923. Es folgte ein Medizinstudium mit dem Bachelor-Abschluss in Medizin (M. B.) und Chirurgie (Ch. B.) 1926, dem Masterabschluss (M. Sc.) 1936 und der Promotion zum Doctor of Medicine (M.D.) 1930. Er war ab 1927 Riley-Smith Research Fellow in der Abteilung Experimentelle Biologie und Krebsforschung der University of Leeds und ab 1936 bis 1940 Beit Memorial Research Fellow an der Dunn School of Pathology der Universität Oxford. Er war dort 1938 bis 1948 Leiter der Krebsforschungsgruppe im Rahmen der British Empire Cancer Campaign. 1940 bis 1948 war er Demonstrator für Pathologie in Oxford. 1948 bis 1950 war er am National Cancer Institute in Bethesda (Maryland) und von 1950 bis zu seiner Emeritierung 1971 Leiter der Abteilung Experimentelle Biologie und Professor für Krebsforschung am Weizmann-Institut in Rehovot. Gleichzeitig war er in Teilzeit Professor für Onkologie an der Hebräischen Universität Jerusalem. 1966 war er Gastprofessor an der University of Texas in Houston und 1971 am Fogarty Center der National Institutes of Health in Bethesda.
Berenblum führte in den 1940er Jahren grundlegende Experimente über den Mechanismus der durch Chemikalien induzierten Karzinogenese aus und führte mit Philippe Shubik 1948 ein Dreistufenmodell ein (Initiation, Promotion, Latenz/Progression).
1980 erhielt er den Alfred P. Sloan, Jr. Prize, 1959 den Weizmann Preis, 1966 den Rothschild-Preis in Lebenswissenschaften und 1974 den Israel-Preis in Biologie. Er war Ehrenmitglied der American Association for Cancer Research und der New York Academy of Sciences. 1959 war er Gründungsmitglied der Israelischen Akademie der Wissenschaften. 1955 bis 1975 war er Vorsitzender der Israelischen Krebsforschungsgesellschaft (Israel Cancer Association).
Er war mit Doris L. Berenstein verheiratet und hatte zwei Töchter.